# Velika nagrada Nemčije 1976
Velika nagrada Nemčije 1976 je bila deseta dirka Formule 1 v sezoni 1976. Odvijala se je 1. avgusta 1976 na dirkališču Nürburgring v Nürburgu. Zmagal je James Hunt, drugo mesto je osvojil Jody Scheckter, tretje pa Jochen Mass. Hunt je osvojil najboljši štartni položaj, Scheckter pa je postavil najhitrejši krog dirke. Toda bolj kot po razpletu pri vrhu, je dirka znana po hudi nesreči Nikija Laude, v kateri je utrpel hude opekline po celem telesu.

## Poročilo

### Pred dirko
Dirkaški konec tedna se je začel z nekaj spremembami v dirkaški zasedbi moštev. Moštvo Walter Wolf Racing je odpustilo Jackyja Ickxa, zamenjal pa ga je Arturo Merzario. Pojavilo se je tudi novo moštvo Scuderia Rondini, ki je kupilo star dirkalnik Tyrrell 007 s katerim je nastopil Alessandro Pesenti-Rossi. Moštvo RAM naj bi nastopilo z dirkačev Rolfom Stommelenom, toda lokalna policija je njegov dirkalnik Brabham BT44 zasegla sredi treninga, zaradi nelegalnega ravnanja prejšnjega dirkača moštva Lorisa Kessela, tako da je Stommelen prestopil v moštvo Brabham in od naslednje dirke nastopal z dirkalnikom BT45.

### Kvalifikacije
James Hunt je osvojil najboljši štartni položaj, Niki Lauda je zasedel drugo mesto, Patrick Depailler pa je s šestkolesnim dirkalnikom Tyrrell P34 osvojil tretje štartno mesto. Hans Stuck z Marchom je osvojil četrto štartno mesto, sledili pa so še Clay Regazzoni, Jacques Laffite, Carlos Pace, Jody Scheckter, Jochen Mass in Carlos Reutemann.

### Dirka

#### Prvi štart
Pred dirko je začelo deževati, zato se je velika večina dirkačev odločila za štart na dežnih pnevmatikah, le Jochen Mass, ki je imel na dirkališču Nürburgring že veliko izkušenj in ni pričakoval močnejšega deževja, je štartal na gumah tipa slick. Na štartu je Regazzoni povedel, Hunt in Lauda pa sta močno nazadovala. Hunt se je vseeno kmalu prebil na drugo mesto, na tretje pa z odličnim štartom Mass, četrti pa je bil Laffite. Regazzoni se je v prvem krogu zavrtel in padel na četrto mesto. Ob koncu prvega kroga je dež ponehal in večina dirkačev je kmalu namestila pnevmatike za suho stezo. Mass je bil tako drugi, Peterson pa tretji, ker se je odločil še en krog prepeljati na dežnih pnevmatikah. Ob koncu drugega kroga je vodil Mass, drugi je bil brez postanka Gunnar Nilsson, tretji pa Hunt. Niki Lauda je tudi že zamenjal pnevmatike in se je trudil nadoknaditi izgubljena mesta na štartu. V ovinku Bergwerk je Lauda izgubil nadzor nad svojim dirkalnikom Ferrari 312T in se zavrtel ter trčil v ogrado, nato pa se je v plamenih odbil nazaj na stezo. Guy Edwards se mu je uspel ogniti, Harald Ertl in Brett Lunger pa sta ga oba zadela. Vsi trije omenjeni so se ustavili in s pomočjo Artura Merzaria, ki se je tudi ustavil tam, spravili Laudo iz gorečega dirkalnika. Močno opečenega je helikopter odpeljal v bolnišnico Bundeswehr v Koblenzu, nato pa na urgenco v Ludwigshafenu.

#### Drugi štart
Po prekinitvi se je dirka nadaljevala s ponovnim štartom, ki se ga je udeležilo dvajset dirkačev, štirje manj kot prvega, Chris Amon pa se ni odločil za ponovni štart. Hunt je povedel, sledili pa so mu Regazzoni, Scheckter, Depailler in Pace. V ovinku Flugplatz je Peterson izgubil nadzor nad dirkalnikom in močno raztreščil svojega Marcha, Regazzoni se je zavrtel, Depailler pa je zapeljal s steze, ko se je umikal Regazzoniju. Pace je prehitel Scheckterja in ob koncu prvega kroga držal drugo mesto, Brazilca pa je v tretjem krogu prehitel še Regazzoni, medtem pa je šestouvščeni Vittorio Brambilla v ovinku Adenau Bridge raztreščil svoj dirkalnik zaradi okvare zavor. To je izkoristil Mass in prehitel Nilssona v petem krogu, Paceja pa v desetem. V dvanajstem krogu se je Regazzoni ponovno zavrtel, tako da sta Mass in Pace napredovala na tretje oziroma četrto mesto, Nilsson je dirko končal kot peti, Stommelen pa kot šesti. 

### Po dirki
Chris Amon se je takoj po dirki upokojil kot dirkač. Življenje Nikija Laude je v bolnišnici dobesedno viselo na nitki, toda ne samo, da je preživel, ampak se je na dirke vrnil že šest tednov po nesreči. Za vedno pa so mu od nesreče ostale brazgotine po obrazu.

## Dirka
| Poz | Št | Dirkač                   | Konstruktor        | Krogi | Čas/Odstop        | Št. m. | Toč |
| --- | -- | ------------------------ | ------------------ | ----- | ----------------- | ------ | --- |
| 1   | 11 | James Hunt               | McLaren-Ford       | 14    | 1:41:42,7         | 1      | 9   |
| 2   | 3  | Jody Scheckter           | Tyrrell-Ford       | 14    | + 27,7 s          | 8      | 6   |
| 3   | 12 | Jochen Mass              | McLaren-Ford       | 14    | + 52,4 s          | 9      | 4   |
| 4   | 8  | Carlos Pace              | Brabham-Alfa Romeo | 14    | + 54,2 s          | 7      | 3   |
| 5   | 6  | Gunnar Nilsson           | Lotus-Ford         | 14    | + 1:57,3          | 16     | 2   |
| 6   | 77 | Rolf Stommelen           | Brabham-Alfa Romeo | 14    | + 2:30,3          | 15     | 1   |
| 7   | 28 | John Watson              | Penske-Ford        | 14    | + 2:33,9          | 19     |     |
| 8   | 16 | Tom Pryce                | Shadow-Ford        | 14    | + 2:48,2          | 18     |     |
| 9   | 2  | Clay Regazzoni           | Ferrari            | 14    | + 3:46,0          | 5      |     |
| 10  | 19 | Alan Jones               | Surtees-Ford       | 14    | + 3:47,3          | 14     |     |
| 11  | 17 | Jean-Pierre Jarier       | Shadow-Ford        | 14    | + 4:51,7          | 23     |     |
| 12  | 5  | Mario Andretti           | Lotus-Ford         | 14    | + 4:58,1          | 12     |     |
| 13  | 30 | Emerson Fittipaldi       | Fittipaldi-Ford    | 14    | + 5:25,2          | 20     |     |
| 14  | 40 | Alessandro Pesenti-Rossi | Tyrrell-Ford       | 13    | +1 krog           | 26     |     |
| 15  | 25 | Guy Edwards              | Hesketh-Ford       | 13    | +1 krog           | 25     |     |
| Ods | 20 | Arturo Merzario          | Wolf-Williams-Ford | 3     | Zavore            | 21     |     |
| Ods | 9  | Vittorio Brambilla       | March-Ford         | 1     | Trčenje           | 13     |     |
| Ods | 4  | Patrick Depailler        | Tyrrell-Ford       | 0     | Trčenje           | 3      |     |
| Ods | 7  | Carlos Reutemann         | Brabham-Alfa Romeo | 0     | Gorivo            | 10     |     |
| Ods | 10 | Ronnie Peterson          | March-Ford         | 0     | Trčenje           | 11     |     |
| Ods | 34 | Hans Joachim Stuck       | March-Ford         | 0     | Sklopka           | 4      |     |
| Ods | 26 | Jacques Laffite          | Ligier-Matra       | 0     | Menjalnik         | 6      |     |
| WD  | 22 | Chris Amon               | Ensign-Ford        | (1)   |                   | 17     |     |
| Ods | 1  | Niki Lauda               | Ferrari            | (1)   | Trčenje           | 2      |     |
| Ods | 18 | Brett Lunger             | Surtees-Ford       | (1)   | Trčenje           | 24     |     |
| Ods | 24 | Harald Ertl              | Hesketh-Ford       | (1)   | Trčenje           | 22     |     |
| DNQ | 33 | Lella Lombardi           | Brabham-Ford       |       | Zasežen dirkalnik |        |     |
| DNQ | 38 | Henri Pescarolo          | Surtees-Ford       |       |                   |        |     |